# محمد بن علی شلمغانی
ابو جعفر محمد بن علی شلمغانی معروف به ابن ابی العزاقری و ابن ابی العزاقیر یا ابوجعفر محمد بن علی الشلمغانی (وفات در سال ۳۲۲ ه‍.ق/ ۹۳۳ م) از روحانیان و نویسندگان شیعه برجسته زمان غیبت صغری بوده‌ است. او دستیار حسین بن روح نوبختی (سومین نایب امام دوازدهم شیعه) و مأمور او در بغداد بود. شلمغانی ادعا کرد که او سفیر واقعی و برحق حجت بن الحسن است؛ البته او بعداً به‌کل قضیه وجود امام غایب را انکار کرد. با نفوذی که خاندان نوبختی داشتند، توسط دولت عباسی اعدام شد.

## زندگی‌نامه
او از مردم روستای شلمغان از حومه‌های واسط بود. او از اصحاب حسن عسکری امام یازدهم شیعیان بود. در زمانی که سومین نایب امام زمان مورد غضب وزیر عباسی قرار گرفت و برای مدتی پنهان شد، او شلمغانی را به‌عنوان واسطه بین خود و شیعیان تعیین کرد. گفته شده که شلمغانی از آغاز مورد توجه شیعیان بود. هنگامی که ابوجعفر عمری، حسین بن روح را در حضور سایر وکلا به‌عنوان نایب خاص بعدی تعیین نمود، شلمغانی در جلسه غایب بود ولی بعد از آن رهبران شیعه و سایر وکلا به خانه او شتافته و شلمغانی را از واقعه با خبر نمودند.
در سال ۳۱۲ حسین بن روح بخاطر نپرداختن یک سری وجوهات به دارالخلافه مقتدر خلیفه عباسی مدتی به زندان افکنده شد. در این زمان شلمغانی نه‌تنها ادعا نمود که باب امام زمان است بلکه بعدها ادعا کرد که خود امام زمان شیعیان است. رقابت بر سر نیابت امام زمان بین حسین بن روح و شلمغانی حتی در زمان زندانی بودن حسین بن روح بسیار بالا گرفت. حتی حسین بن روح نامه‌ای منسوب به امام زمان منتشر نمود که شلمغانی را لعن کرده بود. سرانجام شلمغانی به زندان خلیفه عباسی افکنده و در سال ۳۲۲ اعدام شد.

## عقاید و پیروان
شلمغانی می‌کوشید تا برخی از وکلای امامیه و خاندان ایشان را به پذیرش ایدئولوژی شبه‌حلولیه و تناسخ ملکی ارواح متقاعد سازد؛ لذا پس از مدتی اعلام داشت که حقیقت نور در بدنه دوم (انسانیت)، و حقیقت عقل در بدنه سوم (صبر) و حقیقت حیا در بدنه متقی (بدنه چهارم) حلول کرده‌ است.
شلمغانی در نزد خاندان بنی‌بسطام جایگاه ویژه‌ای داشت. خاندان بسطام یکی از خاندان‌های نامدار قدیم بود که در دستگاه خلفای بغداد و امرای اطراف مدتی پاره‌ای از مشاغل مهم دیوانی را برعهده داشتند. از آن خانواده، ابوالعباس احمد بن محمد بن بسطام و پسرانش ابوالقاسم علی و ابوالحسن محمد به آل‌فرات وابستگی داشتند و ابوالحسن محمد داماد حامد بن عباس وزیر بود. این طایفه ابتدا مثل آل‌فرات از مذهب امامیه طرفداری می‌کردند ولی پس از اثبات حقانیت شلمغانی پیرو عقاید او شدند. به‌همین جهت خلیفه در سال ۳۲۲ق مأمورین مخصوص گذاشت تا خانه‌های ابوالقاسم علی و ابوالحسین محمد را تحت نظر بگیرند.

## انحراف شلمغانی
شلمغانی از شیعیان بود، اما کم کم دچار انحراف شد و پیروی از  شیطان را پیشه خود ساخت و افکار نادرست را در نوشته ها و گفته های خود وارد کرد. پیروان و شاگردانش به انحراف و بدرفتاری راهنمایی میکرد. به گفته نجاشی، در اثر حسادت نسبت به حسین بن روح، مذهب شیعه را ترک کرد و به بیان عقاید پوچ پرداخت. او برای اینکه افکار شیطانی خود را پسندیده و مشروع جلوه دهد، هر چیزی می گفت و به حسین بن روح نسبت داده منتشر می کرد و به همین دلیل، مردم بسطام و دیگر پیروانش سخنان او را پذیرفتند و آن را جزء شریعت می دانستند. 
شلمغانی به دروغ ادعا کرد نماینده  حجت بن الحسن  است و گفت که روح الله در بدنش حلول کرده و خود را «روح القدس» می نامید و برای پیروانش کتابی به نام الحاسة السادسة  نوشته ، که در آن از لغو احکام شرعی دفاع  و مباح بودن لواط را عنوان کرده است. او همچنین ادعای وهیت کرد و گفت که مردگان را زنده می کند و به تناسخ ارواح و حلول آنها معتقد است.

## فرجام
حسین بن روح به تمام شیعیان نامه نوشت و ابو جعفر شلمغانی را لعنت کرد و مردم را از معاشرت با وی و دوستداران او، کسانی که گفته او را قبول کردند یا با وی سخن می‌گفتند، بر‌حذر داشت، تا چه رسد که او را دوست بدارند. بعد توقیعی منسوب به صاحب‌الزمان خطاب به نایبش و در لعن شلمغانی و دوری از او و پیروان او و کسانی که به گفته او رضایت داده و بعد از این توقیع به دوستی او باقی می‌مانند، منتشر شد و نسخه‌های آن در دیگر شهرها و بلاد دست به‌دست گردید.
آل‌بسطام در اختلافات میان ایشان و شلمغانی، جانب شلمغانی را گرفتند و تا مرگ شلمغانی در سال ۳۲۲ق جزو هواداران او بودند و از آن پس نیز همچنان نام وابستگان به آنها در صفوف فرقه «عزاقریه» دیده می‌شود. طرفداران شلمغانی به‌نام فرقه «عزاقریه» شناخته شده و حداقل تا سال ۳۴۰ق در بغداد حضور داشتند.